# کوروت-۶
کوروت-۶ یک ستاره است که در صورت فلکی مارافسای قرار دارد.